# Eugène Murer
Pour les articles homonymes, voir Meunier et Murer.
Hyacinthe-Eugène Meunier, dit Eugène Murer, né à Poitiers (Vienne) le 15 mai 1841 et mort à Auvers-sur-Oise (Val-d'Oise) le 22 avril 1906, est un peintre français autodidacte appartenant au groupe impressionniste.
Pâtissier de profession, il est aussi collectionneur, mécène. Dans la chronique impressionniste, c'est une des personnalités les plus curieuses. D'une grande générosité avec ses amis peintres, entretenant à ses frais un cercle où l'on retrouve Paul Cézanne, Armand Guillaumin, Camille Pissarro, Auguste Renoir, il a été délaissé et presque oublié. Seul son exécuteur testamentaire Frédéric Samuel Cordey et le docteur Gachet ont assisté à son enterrement. Le musée d'Orsay possède de lui Bords de l'Oise (peint vers 1903), grâce à un don de Paul Gachet.

## Formation et débuts
Fils d'une modiste qui n'a pas les moyens de l'élever, il grandit près de sa grand-mère. Après de brèves études au collège de Moulins où il rencontre Armand Guillaumin et Pierre Outin. Parti pour Paris, il devient saute-ruisseau dans une étude d'architecte, puis apprenti  chez un pâtissier du boulevard Poissonnière. Eugène Gru, qui est aussi écrivain, libéral, lié au monde de la presse, et des écrivains, prend Murer en charge. Il lui fait connaître Jules Champfleury, Léon Cladel et Louis Desnoyers. Le jeune homme aime la lecture et dévore de grandes quantités de livres sur incitation de son patron qui le pousse aussi à écrire. 
Avec ses économies, il prend une chambre rue Soufflot à Paris et retrouve ses deux camarades d'école de Moulins, Armand Guillaumin, qui fréquente l'Académie Suisse, et Pierre Outin (élève d'Alexandre Cabanel) avec lequel il va souvent au musée du Louvre, tout en continuant d'exercer son métier de pâtissier.
Il publie son premier roman, Frémés, en 1864 sous le pseudonyme de « Gêne-Mûr », en 1877, il publie Les Fils du Siècle, et en 1888, La Mère Nom de Dieu.

## L'ami des peintres

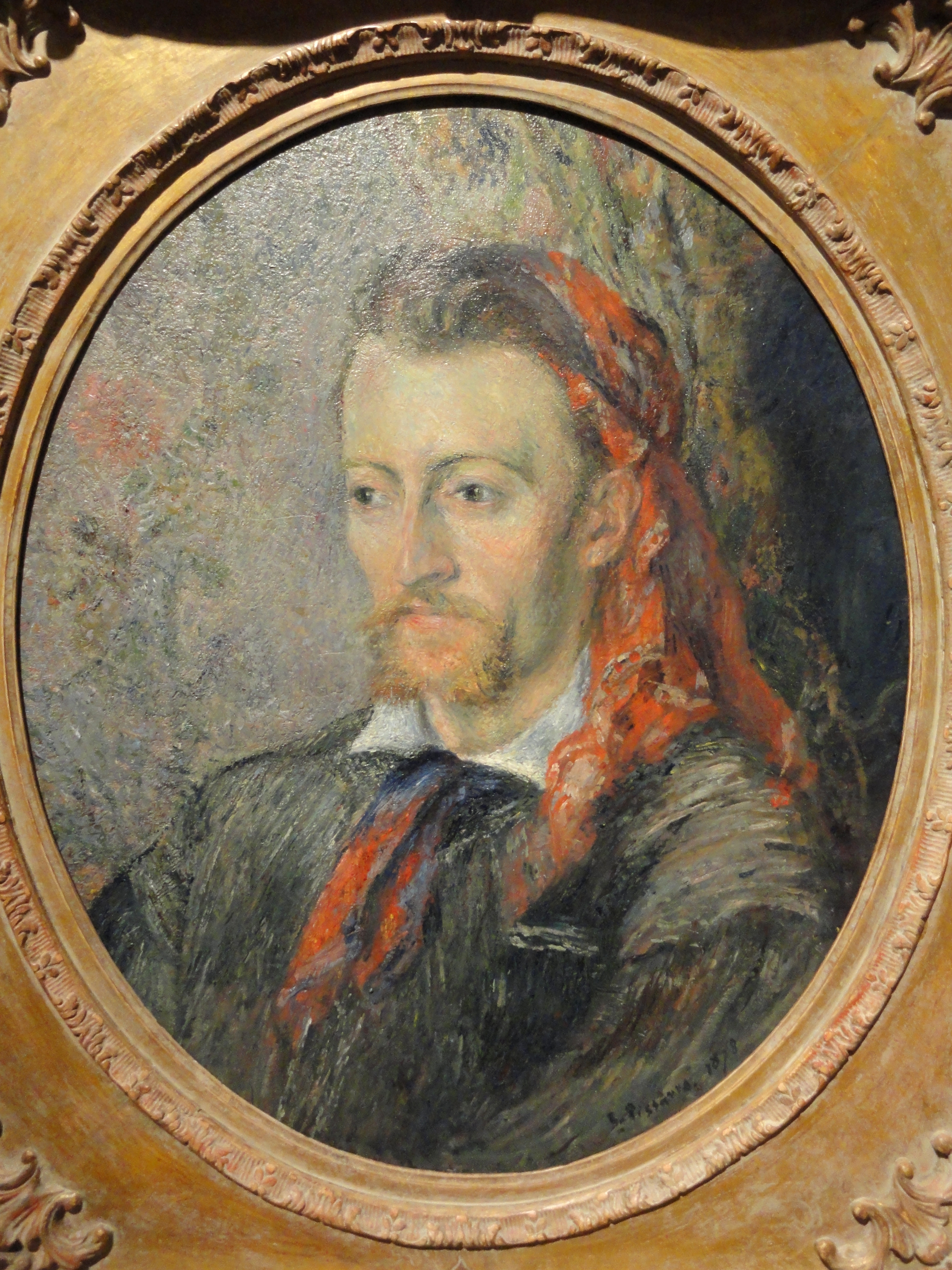
Camille Pissarro, Portrait d'Eugène Murer (1878),
Sprinfield collection Michele et Donald D'Amour.

Un an avant la guerre franco-prussienne de 1870, Eugène se marie et s'établit à son compte pâtissier-restaurateur au no 95 boulevard Voltaire à Paris, où il invite tous les amis de Guillaumin qui l'a mis en relation avec Pissarro, Cézanne, Renoir. Très enthousiasmé par le groupe des impressionnistes, Murer tente de les aider. Ils ont table ouverte chez lui et il achète leurs tableaux (dont un pastel peint par Pissarro Murer au fournil ). « Tous les mercredis sa table est ouverte à Claude Monet, Alfred Sisley, Auguste Renoir, le docteur Gachet, Victor Vignon, le collectionneur Georges Viau, le collectionneur Ernest Hoschedé et bien d'autres qui apprécient  particulièrement sa spécialité : le pâté en croûte. ».  En novembre 1876, Murer organise une tombola dont le prix serait un tableau de Pissarro. Il calcule que s'il  réunit la somme de 100 francs en vendant au moins cent tickets à un franc pour un seul tableau de son ami peintre, il pourrait obtenir 400 francs si Pissarro en proposait quatre, ce que la femme de Pissarro accepte avec enthousiasme, poussant son époux à déposer davantage de tableaux. Plus tard, lorsque la famille Pissarro est au bord de la famine, Murer envoie encore vingt francs chaque mois, pour les aider.
Les « amis impressionnistes »  laissent leurs tableaux en dépôt chez Murer pour qu'il les montre à des acheteurs. On le soupçonne de vouloir spéculer, ou bien on se moque de lui parce qu'il achète des œuvres décriées. Le docteur Gachet le défend énergiquement. Un article paru dans Le Gaulois en janvier 1880 le tourne en dérision : « C'est moi qui fais la pâte, c'est le patron qui achète les croûtes, nous disait dernièrement un gâte-sauce. »
Après la deuxième exposition impressionniste en 1876, certaines œuvres ont été envoyées à l'hôtel Drouot. Monet a vendu au docteur Georges de Bellio La Locomotive dans la neige (musée Marmottan Monet  Paris) à un prix très élevé (trois cents francs). L'année suivante, le peintre est contraint de baisser ses prix et il s'engage à livrer quatre toiles à Murer pour deux cents francs.
La même année, une lettre de Pissarro à Murer indique qu'il veut bien lui vendre Paysage de Bretagne et deux petites toiles « Que vous me paierez à mon prix ordinaire de cinquante francs chaque. » Dans une deuxième lettre, il lui signale que le galeriste Georges Petit lui paie ce prix-là. Mais en 1878, il déclare qu'il accepte l'offre de Murer à vingt et cinquante francs chacune pour deux toiles intitulées Automne. En 1879, Pissarro écrit encore à Murer pour lui proposer deux tableaux de format identique : huiles sur toile 93 × 73 cm, mais dont le titre n'est pas précisé et que Murer achète.
Une abondante correspondance a eu lieu entre Pissarro et Murer qui achète encore l'année suivante un tableau de Monet, Lavancourt, présenté au  Salon de peinture et de sculpture. En 1887, Pissarro est en difficulté, Murer le présente au galeriste Tual.
Quelques artistes, ceux  auxquels il a continûment fait la charité, ne sont pas les derniers à le tourner en dérision, puis à salir sa mémoire, comme ce fut le cas de Pissarro qui s'empresse d'oublier l'aide du pâtissier , allant même jusqu'à la nier, ne voulant pas être associé à un « marchand de soupe ». Il ne lui sera d'aucun secours en retour. L'amitié des peintres pour Murer est surtout liée à leurs intérêts, c'est la raison pour laquelle ils émettent des doutes sur son honnêteté de collectionneur.

## Le collectionneur fêté, critiqué, puis abandonné

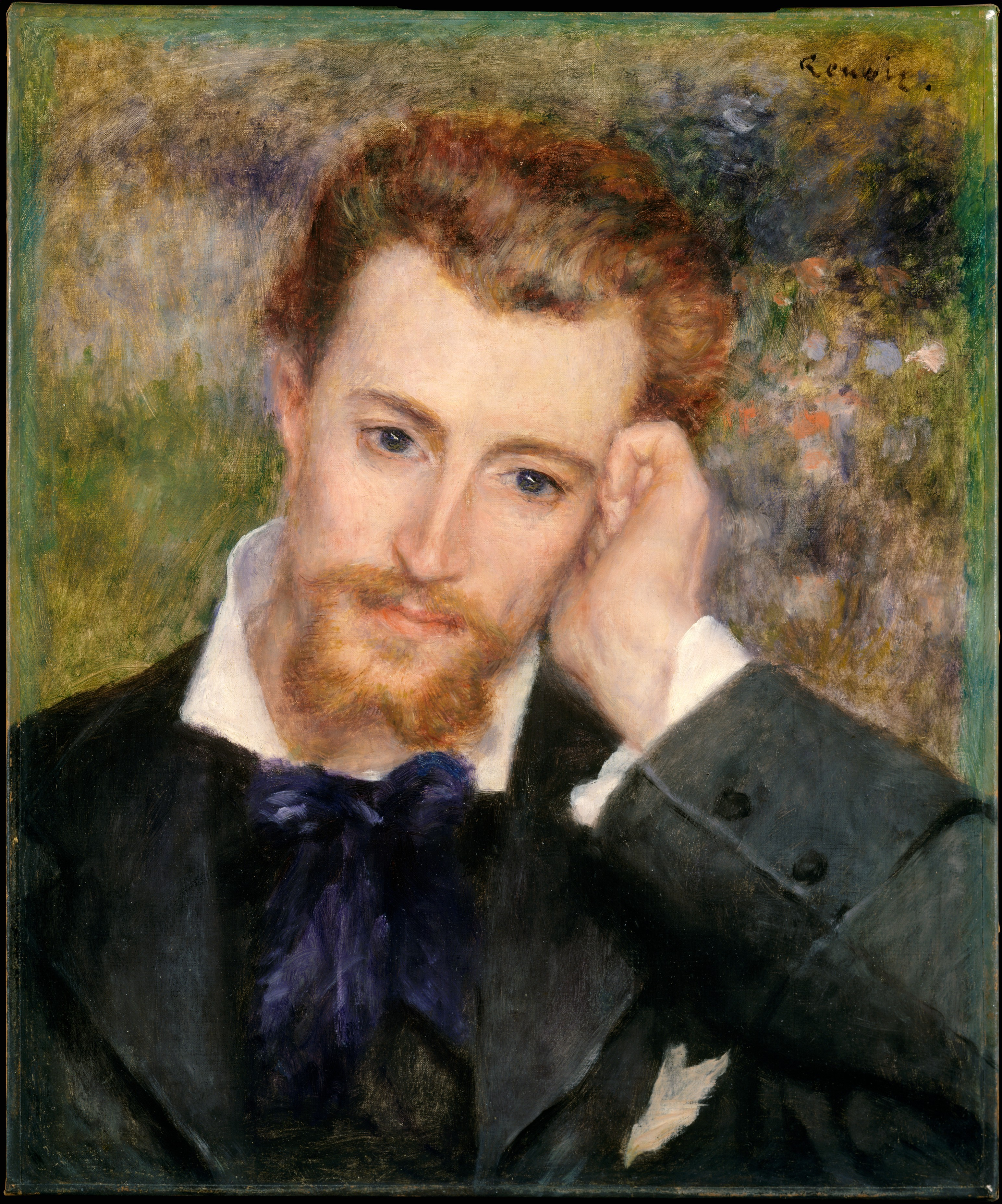
Eugène Murer par Pierre-Auguste-Renoir au Metropolitan Museum of Art

L'histoire de l'impressionnisme semble avoir laissé peu de place en France à Eugène Murer, un des  premiers promoteurs des impressionnistes à un moment où leurs peintures étaient unanimement rejetées par les collectionneurs et les critiques d'art. Aux États-Unis, les collectionneurs achètent très tôt les peintres de cette école, notamment grâce à Louisine Havemeyer conseillée par Mary Cassatt, une très grande collection est constituée puis léguée au Metropolitan Museum of Art par les Havemeyer « Les Havemeyer se passionnèrent pour Courbet et les impressionnistes. Grâce à leur amie Mary Cassatt, qui figure dans leur collection, ils furent parmi les tout premiers collectionneurs américains d'œuvres de Degas, Manet, Monet, Cézanne [...], ainsi que Pissarro et Sisley. » Eugène Murer y est cité comme un des personnages importants de l'époque impressionniste, notamment dans une  compilation du Metropolitan Museum of Art et dans l'ouvrage de Susan Roe sur La Vie privée des impressionnistes. Colin B Bailey dans la note 1 de l'article sur Murer, décrit l'énorme travail à faire pour reconstituer sa vaste collection en partant d'une étude du docteur Gachet faite en 1956-1957 (Le Docteur Gachet et Murer : deux amis des impressionnistes par Paul Ferdinand Gachet Éditions de Musées nationaux, 1956) puis sur l'étude du journal encore inédit de Murer  en 1975 par Burst, sur l'étude de la vie privée de Murer par John Rewald,
En France, la méfiance qui planait sur le groupe impressionniste finit par atteindre la réputation du collectionneur, puis les artistes eux-mêmes, qui ont commencé à douter d'Eugène Murer à mesure qu'ils rencontraient un peu de succès. L'extraordinaire collection de Murer est d'abord saluée par Paul Alexis qui, sous le pseudonyme de Trublot, donnait des articles en argot au Cri du peuple. En 1887, il énumère, avec des commentaires les œuvres de Cézanne, Pissarro, Monet, Sisley,  Armand Guillaumin, Delacroix, Constantin Guys « Voici les vrais bijoux d'couleur et d'dessin qu'on peut admirer chez l'aminche (Murer). Commençons l'défilé ».
Monet est dans la gêne lorsqu'il quitte la rue Moncey avec sa famille (douze personnes en tout) pour s'installer à Vétheuil le 1er septembre 1878. Il fait appel d'abord à Georges de Bellio puis à Murer, bien qu'il n'ait pas beaucoup d'estime pour le pâtissier. Murer lui reproche d'ailleurs son attitude, mais il fournit quand même une grande partie des subsides qui font vivre le peintre, de concert avec de Bellio. Pendant deux ans, Monet peint 178 paysages à Vétheuil. Bientôt, la « source charitable » de Murer et de Bellio se tarit. Le bruit court alors que Murer serait pingre. En fait il est tombé malade, il  est allé se reposer chez le docteur Gachet qui prendra sa défense publiquement. Mais Murer s'était vanté auprès de Renoir, au printemps 1880, du fait que « avec une centaine de pièces, sa collection d'impressionnistes était bien fournie. » Par ailleurs la presse lui rendait hommage, entre autres Le Coq gaulois d'avril 1880,  s'étonnait de ce qu'un pâtissier puisse être un grand collectionneur, à l'égal de Victor Chocquet et de Georges de Bellio.
Pour bien comprendre l'attitude des artistes avec l'hôtelier amateur d'art, il faut se replacer dans le contexte socio-culturel : Murer sans être aussi raffiné que Victor Chocquet ou Gustave Caillebotte, pensait simplement que le fait d'acheter un tableau à un peintre était un hommage à son art. Monet trouvait un peu répugnante sa façon d'entasser les tableaux. En 1878, il lui avait écrit des lettres indignées. Monet et Pissarro ne lui faisaient pas entièrement confiance à cause de son éducation rudimentaire. Cela ne les empêchait pas de se rendre à l'hôtel du Dauphin où ils étaient reçus même au moment où la saison battait son plein, en été. Gauguin, que Pissarro avait présenté à Murer était très sceptique sur la capacité de l'hôtelier à promouvoir la peinture et il le surnommait le malin Murer dans une lettre écrite au docteur Gachet en juin 1890. L'autodidacte payait au prix fort le fait de s'être hissé dans un milieu d'érudits et de critiques d'art. Seul Renoir avait assez d'estime pour lui. Il en a fait un portrait actuellement conservé au Metropolitan Museum of Art. Sans le soutien du docteur Gachet, Murer aurait passé pour un escroc.

## Le peintre
Épuisé, Murer part se reposer chez le docteur Gachet à Auvers-sur-Oise. Il vend son commerce du boulevard Voltaire, achète un hôtel (l'hôtel du Dauphin et d'Espagne à Rouen), qu'il laisse en gérance et où il continue à recevoir des peintres. Il fait construire sa propre maison à Auvers-sur-Oise. Sa collection s'étoffe. Il possède notamment les Fritillaires de Vincent van Gogh, œuvre conservée aujourd'hui au musée d'Orsay. Mais à force de regarder les autres peindre, Murer s'y essaye en utilisant la gouache, l'aquarelle, selon la technique que Guillaumin lui a enseignée. Il expose pour la première fois en 1895 au théâtre de La Bodinière, à Paris. Sur la couverture du catalogue, Norbert Gœneutte réalise un portrait de Murer. 
L'année suivante, Murer expose ses peintures rue Chaptal à Paris, ainsi que dans son hôtel de Rouen dont le hall est transformé en galerie. Il expose sa collection d'œuvres impressionnistes qui comprend notamment trente toiles de Renoir.

## La ruine
Mais bientôt, l'hôtel de Rouen périclite, des problèmes d'argent surgissent entre Murer et sa sœur, Marie Meunier, qui avait toujours été à ses côtés et l'avait soutenu après son veuvage. Ses anciens amis peintres : Pissarro, Renoir, Guillaumin, prennent parti pour la sœur contre Murer. Ce qui rompt les relations entre Murer et le groupe impressionniste. L'ancien pâtissier est obligé de vendre sa collection en 1897. Le marché se fait à l'amiable avec le docteur Viau qui achète presque tous les Renoir. Les marchands Moline, Camentron et Vollard se chargent de négocier le reste.
Murer prend un pied-à-terre à Montmartre, près du bal du Rat-Mort. Il continue à traiter avec générosité les artistes dans le besoin. Il tente une dernière exposition de ses propres œuvres chez Vollard en 1898, puis une autre chez Moline en 1900. Sa dernière tentative se fera en 1903, dans son atelier parisien de la rue Victor-Massé.
Abandonné de tous, à l'exception de Frédéric Samuel Cordey et du docteur Gachet, il meurt en 1906. Son exécuteur testamentaire et le docteur Gachet sont les seuls à suivre son enterrement.  Il est enterré au cimetière d'Auvers-sur-Oise.

## Publications
- Frémés, 1864
- Les Fils du Siècle, 1877
- La Mère nom de Dieu, 1888[1]

## Correspondance
Une abondante correspondance a eu lieu entre Murer et les peintres impressionnistes, notamment avec Camille Pissarro dont Murer achetait beaucoup de tableaux. Certaines sont conservées à Paris au musée du Louvre. 
- 1878, lettre de Camille Pissarro à Eugène Murer, lui expliquant les raisons de son départ à Caracas en 1852[24].
- 1883, lettre de Camille Pissarro à Eugène Murer du 2 novembre notes 29 VM XXI du livre de Staszak: Géographies de Gauguin[25].
- 1897, lettre de Camille Pissarro à Eugène Murer, en réponse à une lettre du 22 janvier, concernant une demoiselle Marie et se rapportant à l'un de ses tableaux et lui rappelant qu'il a chez lui un tableau de lui depuis quinze ans
- 1905, lettre du 18 juillet adressée à Théodore Duret page in-8°, il y raconte comment il a connu les grands peintres (musée du Louvre DAG. n°inv : A 3356, recto, acquis en 1927 de Étienne Moreau-Nélaton.
- Lettre de Camille Pissarro à Murer, lui parle de la mort du père de Guillaumin, des tableaux nouveaux, des paysages de Meules (musée du Louvre DAG ; n°inv : A3432,recto, acquis en 1927 de Étienne Moreau-Nélaton).

## Œuvres dans les collections publiques
- Auvers-sur-Oise, musée Daubigny :
  - Le Valhermeil à Auvers-sur-Oise, pastel ;
  - Vue de ville dans une vallée, Rouen, pastel ;
- Paris, musée d'Orsay  : L'Oise à l'Isle-Adam, vers 1903, huile sur toile, 0.46 x 0.65 cm.

## Expositions
- 1895, Paris, théâtre de La Bodinière ;
- 1898, Paris, galerie Vollard ;
- avril 1898, Nice, galerie Rosetti ;
- 1900, Paris, galerie Laffitte (Lucien Moline) ;
- 1903, dans son atelier, rue Victor Massé à Paris[26].

## Récompenses
- Palmes académiques
- prix à Enghien

## Iconographie
- Pierre Outin, Portrait d'Eugène Meunier dit Murer, 1864, dessin, Paris, musée d'Orsay ;
- Pierre Auguste Renoir, Hyacinthe-Eugène Meunier (1841-1906) dit Eugène Murer, 1877, New York, Metropolitan Museum of Art ;
- Camille Pissarro, Portrait d'Eugène Murer, 1878, huile sur toile,Quadrangle (Springfield, Massachusetts[27] ;
- Jean-François Staszak, Géographies de Gauguin, 2003, 255 p.
- Anne Distel, Les collectionneurs des Impressionnistes, La Bibliothèque des Arts, 280p., 200 illustrations dont 150 en couleurs.
- J. Dumuriez, Vivre en Val d'Oise, no 98 de 2008, éd. Corlet, 82 p.  (ISSN 1146-2191)